# Colton Dach
Colton Dach, född 4 januari 2003, är en kanadensisk professionell ishockeyforward som är kontrakterad till Chicago Blackhawks i National Hockey League (NHL) och spelar för Rockford Icehogs i American Hockey League (AHL).
Han har tidigare spelat för Saskatoon Blades, Kelowna Rockets och Seattle Thunderbirds i Western Hockey League (WHL).
Dach draftades av Chicago Blackhawks i andra rundan i 2021 års draft som 62:a spelare totalt.
Han är bror till Kirby Dach.

## Statistik
| 2015–2016  | Fort Saskatchewan Rangers U15 | AMBHL      | 36  | 11 | 8  | 19  | 30  | 7  | 0 | 2  | 2  | 6  |
| 2016–2017  | OHA Edmonton U15              | CSSHL      | 30  | 7  | 13 | 20  | 18  | 3  | 1 | 1  | 2  |    |
| 2017–2018  | OHA Edmonton U15              | CSSHL      | 30  | 22 | 47 | 69  | 28  | —  | — | —  | —  | —  |
| 2018–2019  | Fort Saskatchewan Rangers     | AMHL       | 32  | 16 | 12 | 28  | 26  | 8  | 3 | 4  | 7  | 6  |
| 2019–2020  | Saskatoon Blades              | WHL        | 62  | 11 | 18 | 29  | 45  | —  | — | —  | —  | —  |
| 2020–2021  | Saskatoon Blades              | WHL        | 20  | 11 | 9  | 20  | 16  | —  | — | —  | —  | —  |
| 2021–2022  | Kelowna Rockets               | WHL        | 61  | 29 | 50 | 79  | 53  | 5  | 0 | 0  | 0  | 4  |
| 2022–2023  | Kelowna Rockets               | WHL        | 14  | 9  | 8  | 17  | 23  | —  | — | —  | —  | —  |
|            | Seattle Thunderbirds          | WHL        | 9   | 3  | 7  | 10  | 8   | 19 | 3 | 11 | 14 | 20 |
| 2023–2024  | Rockford Icehogs              | AHL        | 48  | 11 | 16 | 27  | 39  | 4  | 0 | 0  | 0  | 4  |
| 2024–2025  | Chicago Blackhawks            | NHL        | 1   | 0  | 0  | 0   | 0   | —  | — | —  | —  | —  |
|            | Rockford Icehogs              | AHL        | 30  | 12 | 13 | 25  | 17  | —  | — | —  | —  | —  |
| NHL totalt | NHL totalt                    | NHL totalt | 1   | 0  | 0  | 0   | 0   | —  | — | —  | —  | —  |
| AHL totalt | AHL totalt                    | AHL totalt | 78  | 23 | 29 | 52  | 56  | 4  | 0 | 0  | 0  | 4  |
| WHL totalt | WHL totalt                    | WHL totalt | 166 | 63 | 92 | 155 | 145 | 24 | 3 | 11 | 14 | 24 |

### Internationellt
| Källa: Uppdaterad: 2025-01-04 | Källa: Uppdaterad: 2025-01-04 | Källa: Uppdaterad: 2025-01-04 |         | Utv = Utvisningsminuter | Utv = Utvisningsminuter | Utv = Utvisningsminuter | Utv = Utvisningsminuter | Utv = Utvisningsminuter |
| År                            | Lag                           | Mästerskap                    | Matcher | Mål                     | Assists                 | Poäng                   | Utv                     |                         |
| ----------------------------- | ----------------------------- | ----------------------------- | ------- | ----------------------- | ----------------------- | ----------------------- | ----------------------- | ----------------------- |
| 2023                          | Kanada                        | JVM                           | 4       | 0                       | 2                       | 2                       | 0                       |                         |
| Junior totalt                 | Junior totalt                 | Junior totalt                 | 4       | 0                       | 2                       | 2                       | 0                       |                         |